# The God of Cookery
Pour plus de détails, voir Fiche technique et Distribution.
The God of Cookery (食神, Sik san) est une comédie hongkongaise co-écrite et réalisée par Stephen Chow et Lee Lik-chi et sortie en 1996.
Elle totalise 40 861 655 HK$ de recettes à Hong Kong.

## Synopsis
À Hong Kong dans les années 1990, Stephen Chow est un imposteur qui se fait passer pour un chef cuisinier exceptionnel : il se fait surnommer God of Cookery (traduisible par « le dieu de la cuisine »). Il possède plusieurs restaurants, et marchande sa renommée pour améliorer les ventes de produits de l'industrie agroalimentaire.
Mais le principal homme d'affaires avec qui il travaille le trahit et place Bull Tong à sa place : lors d'une conférence de presse pour le lancement d'un nouveau restaurant, Bull Tong ridiculise Stephen en dénonçant son incompétence en cuisine. De plus, Stephen est mêlé à une affaire d'intoxication alimentaire, il est suspecté d'avoir servi du bœuf d'origine anglaise dans ses restaurants. C'est le résultat d'un piège dressé par l'homme d'affaires, qui l'avait orienté vers le fournisseur de viande véreux.
Stephen se retrouve sans argent, il fait connaissance avec Turkey et Goosehead, deux cuisiniers rivaux qui ont leur enseigne dans la même rue. Turkey et Goosehead se battent pour savoir qui a le monopole sur chacun des deux plats qui se vendent le mieux. Stephen les réconcilie en inventant une recette qui marie les deux plats. Ils lancent une affaire basée sur ce nouveau plat qui fonctionne très bien.
Stephen désire retrouver son titre de God of Cookery. Une compétition est organisée, qui décernera le titre convoité. Stephen se rend alors en Chine pour apprendre à cuisiner. Il se retrouve par accident dans un monastère et apprend avec des moines shaolins.
La compétition débute, elle consiste à préparer un plat, notée par un jury composée d'une seule personne. La juge élimine des candidats, jusqu'à ce qu'il ne reste plus que Stephen et Bull Tong. La juge goûte les deux plats, et bien qu'elle préfère le plat de Stephen, elle décerne le prix à Bull Tong : elle est en effet corrompue. Au moment où Bull Tong s'empare de la coupe, une divinité bouddhiste apparait avec fracas qui transforme l'homme d'affaires en chien et perfore le buste de Bull Tong.

## Fiche technique
- Titre : The God of Cookery
- Titre original : 食神 (Sik san)
- Réalisation : Stephen Chow et Lee Lik-chi
- Scénario : Stephen Chow, Vincent Kok et Tsang Kan-cheung
- Production : Stephen Chow et Yeung Kwok-fai
- Musique : Clarence Hui et Ng Lok-shing
- Photographie : Jingle Ma
- Montage : Cheung Ka-fai
- Pays d'origine : Hong Kong
- Format : couleurs - 2,35:1 - Dolby Digital - 35 mm
- Genre : Action, comédie et fantastique
- Durée : 95 minutes
- Date de sortie : 21 décembre 1996 à Hong Kong

## Distribution
- Stephen Chow : Stephen Chow, le dieu de la cuisine
- Karen Mok : Turkey
- Vincent Kok : Bull Tong
- Stephen Au : Emcee
- Christy Chung : la lycéenne
- Lam Suet : un membre de la triade
- Ng Man-tat : l'homme d'affaires

## Récompenses
- Nomination au prix de la meilleure actrice (Karen Mok), lors du Golden Horse Film Festival 1997.
- Nomination au prix de la meilleure actrice (Karen Mok), lors des Hong Kong Film Awards 1997.